# Cantiga d'escarn
La cantiga d'escarn i madizer (o de escarnho, en gallegoportugués) és un gènere satíric de la lírica medieval galaicoportuguesa, derivat del sirventés occità. La cantiga d'escarn expressa una crítica utilitzant sobreentesos i paraules encobertes. En canvi, en la de maldizer (maleir) el poeta és més clar i insulta directament. En els cançoners no se solen diferenciar.
Quant a la mètrica, segueix les mateixes convencions que la cantiga d'amor.
N'hi ha de cinc tipus:
a) Sàtira literària. Es dedica sobretot a la paròdia de l'amor cortés i a la burla a respecte de l'estil compositiu
b) Sàtira política i moral: hi destaquen Martim Moixa, Pero da Pontei Airas Nunes
c) Sàtira personal
d) Sàtira sexual
i) Sàtira social
En alguns casos, la cantiga d'escarn mostra les tensions existents entre els trobadors, en general pertanyents a la noblesa, i els joglars, de baixa classe social.
A aquest gènere pertany el document literari més antic dels coneguts en llengua gallegoportuguesa, la cantiga Ora faç ost'o senhor de Navarra de Joâo Soares de Paiva, nascut al 1141.